# Bolitophila miki
Bolitophila miki är en tvåvingeart som först beskrevs av Mayer 1950.  Bolitophila miki ingår i släktet Bolitophila och familjen smalbensmyggor. Arten är reproducerande i Sverige. Inga underarter finns listade i Catalogue of Life.